# Prince of Wales Reviewing the Boys' Brigade
Prince of Wales Reviewing the Boys' Brigade è un cortometraggio muto del 1902. Il nome del regista non viene riportato nei credit del film ma vi appare quello del produttore Cecil M. Hepworth come direttore della fotografia.
Il principe di Galles, futuro Giorgio V, visita la Boys' Brigade, un'organizzazione giovanile fondata il 4 ottobre 1883 a Glasgow da Sir William Alexander Smith che propugnava i valori cristiani attraverso una disciplina semi militare.

## Produzione
Il film fu prodotto dalla Hepworth.

## Distribuzione
Distribuito dalla Hepworth, il documentario - un cortometraggio della lunghezza di trenta metri - presumibilmente uscì nelle sale cinematografiche britanniche nel 1902.
Non si hanno altre notizie del film che si ritiene perduto, forse distrutto nel 1924 quando il produttore Cecil M. Hepworth, ormai fallito, cercò di recuperare l'argento del nitrato fondendo le pellicole.